# 列布拉康

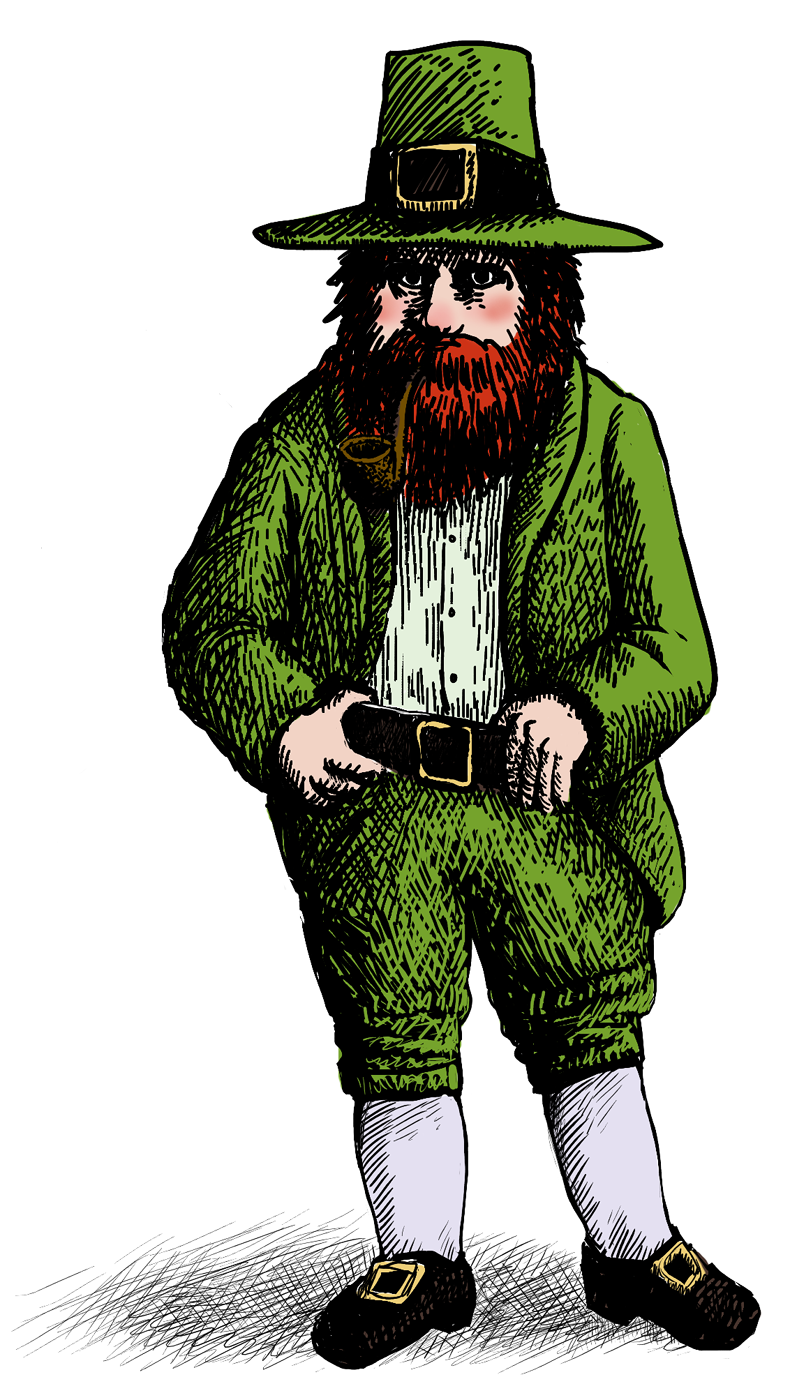
典型的矮精靈

矮精靈或矮妖（英語：Leprechaun，音譯列布拉康）是愛爾蘭非常有名的傳說生物。
矮精靈的共通特徵就是紅色鬍子和整齊的綠衣綠帽。矮精靈非常喜歡收集黃金，並把黃金埋藏在彩虹的盡頭。他們每天數自己得來的金子。
在童話故事中，矮精靈還是鞋匠的幫手。在慶祝聖派屈克節的地區，有製作捕捉矮精靈陷阱的習俗，通常認為酢漿草和穿綠色衣物可以吸引矮精靈。如果被人抓到，矮妖會用自己的魔法實現人的三個願望來换取自由。

## 辭源
愛爾蘭英語的Leprechaun源自古愛爾蘭語的luchorpán 或 lupracán，此外亦有luchrapán 、 lupraccán 等多種變體。
愛爾蘭語言學家John O'Donovan （页面存档备份，存于）在《歐雷利愛爾蘭語辭典》中將列布拉康定義為「一種小型精靈，總是帶著一個裝有一先令的錢包」。